# Trillium Cup
A Trillium Cup é uma competição de futebol. 

## História
Foi criada em 2008 e é disputada por duas equipes da Major League Soccer (MLS), a liga estadunidense de futebol. A Trillium Cup é disputada pela equipe estadunidense Columbus Crew e pela equipe canadense Toronto FC. 

### Nome
O nome Trillium se deve a uma flor muito comum nas regiões das cidades de Toronto, no Canadá e Columbus, nos EUA. 

### Primeiro Campeão
O Columbus Crew sagrou-se o primeiro campeão após três jogos: vitória contra o Toronto FC por 2x0 (gols de Adam Moffat e Alejandro Moreno) em 29 de março de 2008 e dois empates, um em 17 de maio (0X0) e um em 13 de setembro (1x1, com gols de Pat Noonan e Carl Robinson para o Toronto FC). Foi bicampeão em 2009. Em 2010 foi tricampeão com uma vitória e um empate.

### O primeiro título do Toronto FC
O Toronto FC conquistou seu primeiro título em 2011 com um empate em 1x1 e uma goleada de 4x2.

## Campeões
- Columbus Crew: 2008, 2009, 2010, 2012, 2013, 2015
- Toronto FC: 2011, 2014, 2016,

2017